# Nadezda Makroguzova
Nadezda Alekseevna Makroguzova em russo:Надежда Алексеевна Макрогузова;(Krasnodar, 2 de abril de 1997) é uma jogadora de vôlei de praia russo que conquistou a medalha de prata nos Campeonatos Mundiais Sub-21 de 2016 e 2017, na Suíça e China, respectivamente.

## Carreira
No ano de 2014 formou dupla com Daria Rudykh na edição dos Jogos Olímpicos da Juventude em Nanquim, ocasião que foram semifinalistas.
Em 2016 formou dupla com Svetlana Kholomina e conquistaram a medalha de prata no Campeonato Mundial de Vôlei de Praia Sub-21 em Lucerna e repetiram o feito na edição de 2017 em Nanquim, em ambas oportunidades foram derrotadas pelas brasileiras Duda Lisboa e Ana Patrícia Ramos.